# Mario Meggiorini
Mario Meggiorini (Isola della Scala, 8 dicembre 1937 – 1º gennaio 1985) è stato un calciatore italiano, di ruolo ala.

## Carriera
Cresciuto nell'Hellas di Verona, passa poi al Verona con cui ha esordito in Serie A l'11 maggio 1958 nella partita Padova-Verona (2-0); il 18 maggio nella successiva partita Verona-Torino (2-0) ha realizzato la sua unica rete in Serie A. Ha disputato con il Verona in Serie B il campionato 1958-59, poi ha giocato in Serie C a Saronno e a Cremona.

## Palmarès

### Club

#### Competizioni nazionali
- Serie D: 1

Saronno: 1959-1960 (girone B)